# Fenestrolaimus insulaealbae
Fenestrolaimus insulaealbae är en rundmaskart som beskrevs av Nikolai Nikolaievich Filipjev 1927. Fenestrolaimus insulaealbae ingår i släktet Fenestrolaimus och familjen Enoplidae. Arten är reproducerande i Sverige. Inga underarter finns listade i Catalogue of Life.